# Laudakia nuristanica
Espèce
Synonymes
- Agama nuristanica Anderson & Leviton, 1969

Laudakia nuristanica est une espèce de sauriens de la famille des Agamidae.

## Répartition
Cette espèce se rencontre au Pakistan et en Afghanistan.

## Publication originale
- Anderson & Leviton, 1969 : Amphibians and reptiles collected by the Street expedition to Afghanistan, 1965.  Proceedings of the California Academy of Sciences, sér. 4, vol. 37, p. 25-56 (texte intégral).